# Argentina brucei
Argentina brasiliensis es una especie de pez marino de la familia Argentinidae.

## Morfología
Posee un cuerpo alargado y suele medir aproximadamente 15 cm.

## Distribución y hábitat
Habita en mares templados como el Océano Atlántico, concretamente en la costa septentrional de Sudamérica, en países como; Aruba, Colombia, Curacao, Guayana Francesa, Guyana, Surinam, Venezuela y Trinidad y Tobago. Se le puede encontrar a 200-400 metros bajo el fondo marino.